# Жузере, Шарль
Шарль Жузере (фр. Charles Juseret) (28 апреля 1892 Париж — 4 сентября 1973 Париж) — бельгийский профессиональный шоссейный велогонщик.

## Основные достижения
- 1917 — 1 место на велогонке Париж — Бурж.
- 1923 — 1 место на велогонке Бордо — Марсель и победитель этапа.
- 1917 — 3 место на велогонке Тур — Париж (обратной к Париж — Тур).

## Участие в Тур де Франс
- 1919 — сход с гонки.
- 1920 — сход с гонки.
- 1921 — сход с гонки.

## Другие результаты
- 1917 — 5 место на Джиро Ломбардии; 6 место на Париж — Тур.
- 1920 — 4 место на Париж — Тур.
- 1921 — 12 место на Туре Фландрии; 12 место на Париж — Рубэ.
- 1923 — 8 место на Туре Фландрии; 19 место на Париж — Рубэ.
- 1925 — 4 место на Туре Фландрии; 15 место на Париж — Тур.